# Saleys
Der Saleys ist ein Fluss in Frankreich, der im Département Pyrénées-Atlantiques in der Region Nouvelle-Aquitaine verläuft. Er entspringt an der Gemeindegrenze von Vielleségure und Ogenne-Camptort, entwässert generell in nordwestlicher Richtung und mündet nach rund 49 Kilometern im Gemeindegebiet von Carresse-Cassaber als rechter Nebenfluss in den Gave d’Oloron.

## Orte am Fluss
(Reihenfolge in Fließrichtung)
- L’Hôpital-d’Orion
- Salies-de-Béarn
- Carresse, Gemeinde Carresse-Cassaber
- Cassaber, Gemeinde Carresse-Cassaber